# Tables de Shepard

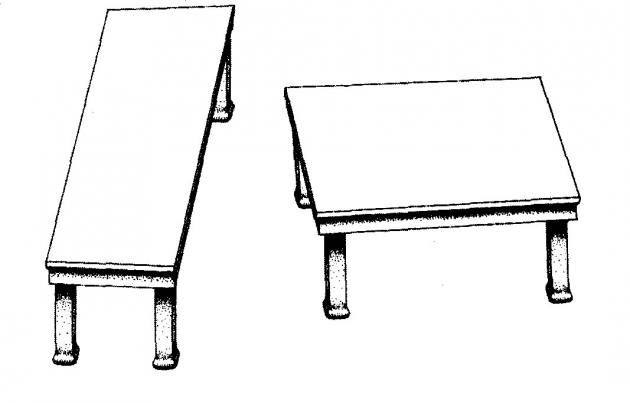
L’illusion des tables de Shepard, du nom de son créateur Roger Shepard.

Les tables de Shepard sont une illusion d'optique publiée pour la première fois en 1990 sous le nom « Turning the Tables » (en français : « Tourner les tables ») par le psychologue Roger Shepard dans son livre Mind Sights. C'est l'une des illusions d’optique les plus puissantes, pouvant créer des erreurs de calcul de longueur de 20 à 25 %.

## Description

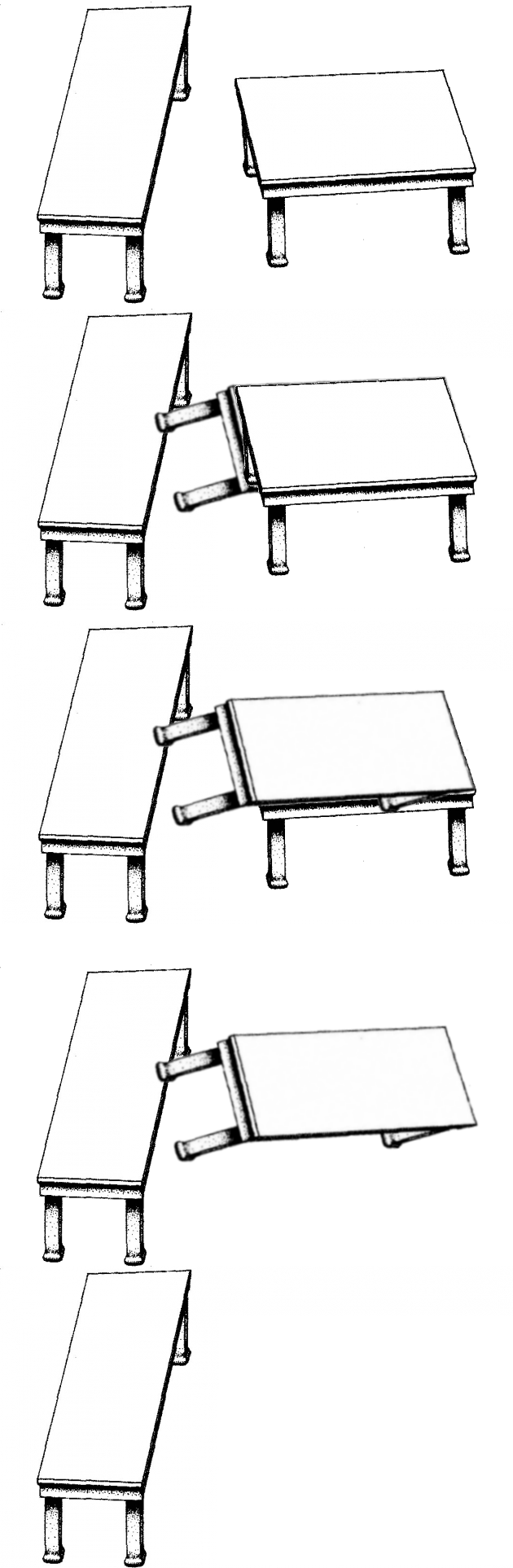
Même dessins montré sous des angles différents et avec différentes configurations de pieds de tables.

L’illusion des tables de Shepard est décrite par A Dictionary of Psychology comme rendant « radicalement différents une paire de parallélogrammes identiques représentant le dessus de deux tables » car nos yeux les décodent selon les règles des objets tridimensionnels.
L’illusion est basée sur un dessin de deux parallélogrammes, identiques à part une rotation de 90 degrés. Cependant, lorsque les parallélogrammes sont présentés sous forme de tables, nous les voyons comme des objets dans un espace tridimensionnel. La « table » de gauche semble longue et étroite, avec sa dimension la plus longue s'éloignant à l’opposé de nous. L'autre « table » semble presque carrée, car nous interprétons sa dimension plus courte comme un raccourci de perspective.
Selon Shepard, « toute connaissance ou compréhension de l'illusion que nous pouvons acquérir au niveau intellectuel reste pratiquement impuissante pour diminuer l'ampleur de l'illusion »,. Les enfants diagnostiqués avec un trouble du spectre de l'autisme sont moins sensibles à l’illusion des tables de Shepard que les enfants en développement typique, mais sont tout autant sensibles à l’illusion d'Ebbinghaus.

## Historique
Shepard avait décrit en 1981 une version antérieure de l’illusion, moins puissante, comme l’« illusion du parallélogramme »,. L'illusion peut également être construite en utilisant des trapèzes identiques plutôt que des parallélogrammes identiques.